# Josefiina Kilpinen
Josefiina Kilpinen (ur. 20 października 1982 r.) – fińska narciarka, specjalistka narciarstwa dowolnego. Zajęła 9. miejsce w skicrossie na mistrzostwach świata w Ruka. Nigdy nie startowała na igrzyskach olimpijskich. Najlepsze wyniki w Pucharze Świata osiągnęła w sezonie 2003/2004, kiedy to zajęła 12. miejsce zarówno w klasyfikacji generalnej, a w klasyfikacji skicrossu była czwarta.
W 2006 r. zakończyła karierę.

## Sukcesy

### Mistrzostwa Świata
| Miejsce | Dzień    | Rok  | Miejscowość | Konkurencja | Zwycięzca     |
| ------- | -------- | ---- | ----------- | ----------- | ------------- |
| 9.      | 18 marca | 2005 | Ruka        | Skicross    | Karin Huttary |

### Puchar Świata

#### Miejsca w klasyfikacji generalnej
- 2002/2003 – 40.
- 2003/2004 – 12.
- 2004/2005 – 20.
- 2005/2006 – 17.

#### Miejsca na podium
1. Laax – 18 stycznia 2004 (Skicross) – 2. miejsce
2. Špindlerův Mlýn – 31 stycznia 2004 (Skicross) – 2. miejsce
3. Sauze d’Oulx – 12 marca 2004 (Skicross) – 2. miejsce
4. Pec pod Sněžkou – 3 lutego 2006 (Skicross) – 3. miejsce

- W sumie 3 drugie i 1 trzecie miejsce.